# Ябланица (община, Босния и Герцеговина)
Община Ябланица (босн. и хорв. Opština Jablanica, серб. Општина Јабланица) — боснийская община, расположенная в Герцеговино-Неретвенском кантоне Федерации Боснии и Герцеговины. Административным центром является Ябланица.
На территории общины с 16 февраля по 15 марта 1943 года состоялось одно из крупнейших сражений Народно-освободительной войны Югославии — битва на Неретве.

## Население
По предварительным данным переписи в конце 2013 года население общины составляло 10 580 человек. По данным переписи населения 1991 года, в 33 населённых пунктах общины проживали 12 691 человек.